# Masdevallia rufescens
Masdevallia rufescens är en orkidéart som beskrevs av Willibald Königer. Masdevallia rufescens ingår i släktet Masdevallia och familjen orkidéer. Inga underarter finns listade i Catalogue of Life.